# Keri Hilson
Keri Lynn Hilson (* 5. prosinec 1982 Atlanta, Georgie, USA) je americká R&B zpěvačka a skladatelka spolupracující s Zone 4/Mosley Music Group/Interscope Records. Je součástí kolektivu autorů a producentů známého jako The Clutch.

## Začátky hudební kariéry
Od roku 2001 je autorkou řady písniček pro interprety jako Toni Braxton, Chris Brown, Britney Spears, Mary J. Blige, Usher, Ciara, The Pussycat Dolls, P. Diddy, Ludacris, Rich Boy, Jennifer Lopez, Kelly Rowland, Nicole Scherzinger, Lloyd Banks, Omarion či Timbaland. V současnosti je Keri Hilson stále členkou neformálního autorského týmu The Clutch.
Její hlas se poprvé objevil v písničce Hey Now (Mean Muggin') (Weapons of Mass Destruction, 2004) rappera Xzibita. Naživo poprvé vystoupila na MTV Europe Music Awards, kde zpívala právě s Xzibitem.
V roce 2006 účinkovala v klipu Nelly Furtado Promiscuous, avšak pouze v pozadí a na pár sekund. Od roku 2006 spolupracuje s Timbalandovou nahrávací společností Mosley Music Group, která je propojena s Interscope Records.
V roce 2007 se podílela na sólo albu Timbalanda Presents: Shock Value. Konkrétně na skladbách The Way I Are, Scream, Miscommunication a na mezinárodní verzi sklady Hello. Právě spolupráce na skladbě The Way I Are ji proslavila po celém světě, když singl The Way I Are byl nejhranější rozhlasovou skladbou skladbou světa a singl samotnný se umístil na č. 1 v řadě zemí.
Působí na řadě vlastních nahrávek jako doprovodná vokalistka. Hostovala například ve skladbě Wait A Minute (PCD, 2005) skupiny The Pussycat Dolls nebo Gimme More (Blackout, 2007) zpěvačky Britney Spears.

## Současná tvorba
V roce 2008 hrála hlavní roli tanečnice v hudebním klipu Ushera Love in This Club.Dále se objevila v hudebním klipu k singlu Miss Independent (Year of The Gentleman, 2008) zpěváka Ne-Yo. Spolupracovala na skladbách Hero (Nas, 2008) rappera Nase, Addiction zpěváka Ryana Leslieho, Superhuman Chrise Browna a na singlové verzi Numba 1 (Tide Is High) od Kardinal Offishall. Textově se podílí i na některých písních z alba Circus zpěvačky Britney Spears.
V současné době chystá své debutové album In a Perfect World…, které je po několika odkladech plánováno na rok 2009.

## Alba
| Rok  | Album                                                                              | Nejvyšší umístění v hitparádě | Nejvyšší umístění v hitparádě | Nejvyšší umístění v hitparádě | Nejvyšší umístění v hitparádě | Ocenění   |
| Rok  | Album                                                                              | US 200                        | US R&B                        | UK                            | CAN                           | Ocenění   |
| ---- | ---------------------------------------------------------------------------------- | ----------------------------- | ----------------------------- | ----------------------------- | ----------------------------- | --------- |
| 2009 | In a Perfect World… - Vydáno: 24. březen 2009 - Vydavatel: Zone4, Mosley           | 4                             | 1                             | 22                            | 13                            | US: zlaté |
| 2010 | No Boys Allowed - Vydáno: 21. prosince 2010 - Vydavatel: Zone4, Mosley, Interscope | 11                            | 7                             | 76                            | -                             | US: /     |

## Singly
| Rok  | Název                                     | Pozice | Pozice   | Pozice   | Pozice | Pozice | Pozice | Album               |
| Rok  | Název                                     | U.S.   | U.S. R&B | U.S. Pop | CAN    | UK     | CZE    | Album               |
| ---- | ----------------------------------------- | ------ | -------- | -------- | ------ | ------ | ------ | ------------------- |
| 2008 | "Energy"                                  | 78     | 21       | 72       | —      | 43     | —      | In a Perfect World… |
| 2008 | "Return the Favor" (ft. Timbaland)        | —      | —        | —        | —      | 19     | 5      | In a Perfect World… |
| 2008 | "Turnin' Me On" (ft. Lil Wayne)           | 15     | 2        | —        | 80     | —      | —      | In a Perfect World… |
| 2009 | "Knock You Down" (ft. Kanye West & Ne-Yo) | 3      | 1        | —        | 9      | 5      | —      | In a Perfect World… |
| 2009 | "Slow Dance"                              | —      | 49       | —        | —      | —      | —      | In a Perfect World… |
| 2009 | "I Like"                                  | —      | —        | —        | —      | 34     | 9      | In a Perfect World… |
| 2010 | "Breaking Point"                          | —      | 44       | —        | —      | —      | —      | No Boys Allowed     |
| 2010 | "Pretty Girl Rock"                        | 27     | 4        | 26       | 81     | 53     | —      | No Boys Allowed     |

### Spolupráce
| Rok  | Název                                                               | Pozice | Pozice   | Pozice   | Pozice | Pozice | Album                       |
| Rok  | Název                                                               | U.S.   | U.S. R&B | U.S. Pop | UK     | NZ     | Album                       |
| ---- | ------------------------------------------------------------------- | ------ | -------- | -------- | ------ | ------ | --------------------------- |
| 2004 | "Hey Now (Mean Muggin)" (Xzibit featuring Keri Hilson)              | 93     | 52       | —        | 9      | —      | Weapons of Mass Destruction |
| 2006 | "Help" (Lloyd Banks featuring Keri Hilson)                          | —      | 77       | —        | —      | —      | Rotten Apple                |
| 2007 | "The Way I Are" (Timbaland featuring Keri Hilson & D.O.E.)          | 3      | 59       | 1        | 1      | 2      | Shock Value                 |
| 2007 | "Good Things" (Rich Boy featuring Polow da Don & Keri Hilson)       | —      | 54       | 27       | —      | —      | Rich Boy                    |
| 2008 | "Scream" (Timbaland featuring Keri Hilson & Nicole Scherzinger)     | 122    | —        | 50       | 12     | 9      | Shock Value                 |
| 2008 | "Hero" (Nas featuring Keri Hilson)                                  | 97     | 82       | —        | 70     | —      | Untitled                    |
| 2008 | "Superhuman" (Chris Brown featuring Keri Hilson)                    | —      | —        | 78       | 32     | 16     | Exclusive                   |
| 2008 | "Numba 1 (Tide Is High)" (Kardinal Offishall featuring Keri Hilson) | —      | —        | —        | —      | —      | Not 4 Sale                  |
| 2009 | "Everything, Everyday, Everywhere" (Fabolous featuring Keri Hilson) | 103    | 31       | —        | —      | —      | Loso's Way                  |
| 2009 | "Number One" (R. Kelly featuring Keri Hilson)                       | 59     | 8        | —        | —      | —      | Untitled                    |
| 2010 | "Got Your Back" (T.I. featuring Keri Hilson)                        | 38     | 10       | —        | 45     | —      | No Mercy                    |

## Samostatně napsané texty
- Avant — "4 Minutes"
- B5 — "Heartbreak"
- Britney Spears — "Gimme More", "Break the Ice"
- Ludacris — "Runaway Love"
- Mary J. Blige — "Take Me as I Am"
- Omarion — "Ice Box"
- Pussycat Dolls — "Wait a Minute"
- Timbaland — "The Way I Are", "Scream"
- Usher — "Love in This Club, Part II"